# Charnat
Charnat település Franciaországban, Puy-de-Dôme megyében. Lakosainak száma 205 fő (2022. január 1.). Charnat Limons, Luzillat, Paslières, Puy-Guillaume és Vinzelles községekkel határos.

## Népesség
A település népességének változása:
| Lakosok száma | 207  | 213  | 221  | 210  | 208  | 206  | 206  | 203  | 205  |
|               | 2013 | 2015 | 2016 | 2017 | 2018 | 2019 | 2020 | 2021 | 2022 |